# باشاليك بيرات
باشاليك بيرات كان باشاليكًا داخل الإمبراطورية العثمانية. تم تأسيسها في وسط ألبانيا الحالية على يد الباشا أحمد كورت باشا في عام 1774م، وتم حلها بعد هزيمة حليف أحمد إبراهيم باشا من بيرات، على يد علي باشا في عام 1809م. وبذلك تم دمج باشاليك بيرات مع باشاليك جانينا، وهي مقاطعة أخرى داخل الإمبراطورية العثمانية. كان هذا الباشاليك واحدًا من الباشاليك الثلاثة التي أنشأها الألبان في فترة الباشاليك الألبان.

## التأسيس وحكم أحمد باشا
تم تأسيس باشاليك بيرات بعد أن تمكن أحمد كورت باشا من التآمر مع الباب العالي ضد محمد باشا بوشاتي في عام 1774. تقديرًا لخدماته، منح السلطان أراضٍ في وسط ألبانيا لأحمد كورت باشا. تمكن من توسيع باشاليكه حتى وفاته في عام 1787، حيث ضم أراضي وسط ألبانيا بأكملها، متاخمةً من الشمال لباشاليك شكودرا ومن الجنوب لباشاليك جانينا. كان أحمد كورت باشا جدًا لـعلي باشا، ووالدًا لوالدة علي، هانكا.

## حكم إبراهيم باشا البرات
بعد وفاة أحمد كورت باشا، تولى حكم باشاليك بيرات حليفه المقرب، إبراهيم باشا البرات. خلال فترة حكمه، واجه تحديات من توسعات علي باشا في المنطقة. في عام 1808، شن علي باشا حملة عسكرية ضد باشاليك بيرات، مما أدى إلى احتلال بيرات وضمها إلى باشاليكه في جانينا. تم تعيين ابنه مختار باشا حاكمًا لبيرات بعد الحملة.

## الاقتصاد
كان الألبان في تلك المنطقة، سواء مسلمون أو مسيحيون، يتمتعون بقدر كبير من الاستقلالية. لم يكونوا ملزمين بدفع الضرائب المعتادة مثل الجزية، بل كانوا يدفعون مساهمة سنوية بسيطة مقابل حرية التجارة في الموانئ. على سبيل المثال، كان سكان هيمارا يدفعون ثلاثين بارا سنويًا لكل فرد مقابل حرية التجارة في موانئ إبراهيم باشا البرات. كما تمتعوا بحقوق الرعي في أراضي البلدة وجمع بعض المنتجات من الجبال وصيد الأسماك في خليج بورتو باليرمو.

## الحكام
- أحمد كورت باشا: 1774–1787
- إبراهيم باشا البرات: 1787–1809